# Battambang (ciudad)
Battambang (en jemer: ក្រុងបាត់ដំបង) es la capital de la provincia homónima de Camboya y se sitúa en el corazón de dicha provincia. La Carretera Nacional 5 conecta a la población con Nom Pen de la cual es distante 291 km y con la ciudad de Sisophon al oeste a 69 km.
La ciudad de Battambang es considerada la segunda ciudad del país en importancia económica y comercial, dada su cercanía con Tailandia. Su principal afluente, el rio Sangkae, que desemboca en el lago Sap, la pone en contacto fluvial con la ciudad de Siem Riep y también es posible ir por vía fluvial hasta la capital del país.

## Historia
El lugar no es extraño para la Historia de Camboya. Wat Ek Phnom, un templo del período angkoriano, lo confirma.
Pero Battambang estuvo además bajo la influencia tailandesa en muchos periodos de su historia después de la decadencia del Imperio jemer.
Durante el Protectorado Francés de Kampuchea la ciudad regresó a manos camboyanas y solo por un año, durante la invasión del Japón en la Segunda Guerra Mundial, fue reocupada por Tailandia. Fue además centro de residencia del rey de Camboya previo a la Colonia Francesa que obligó a la familia real a establecerse definitivamente en Nom Pen. El Prefecto Apostólico de Battambang, Paul Tep-im Sotha, fue asesinado por los Jemeres Rojos en 1975.
Durante la Kampuchea Democrática (1975 - 1979) fue vaciada de su población como todos los poblados importantes del país. Después de la caída del régimen de los Jemeres Rojos con la invasión vietnamita, ese grupo político continuó su lucha como guerrilla al oeste del país y Battambang estuvo por años bajo su influencia, al punto que se creó una nueva ciudad, Pailín.
Hoy por hoy Battambang es una ciudad en progreso y receptora de población campesina que poco a poco le dan el tono de ciudad grande.
En el año 2023, la UNESCO incluyó a la ciudad en su lista de 55 lugares de creatividad artística y culinaria, debido a la inmensa variedad de platos que pueden comerse en los mercados y en las calles de Battambang. Entre los alimentos que destacaron para esta decisión se encuentran el original uso de vegetales, frutas y arroz en esta ciudad. 

## Geografía
Battambang se encuentra ubicada en la llanura camboyana y está cruzada por el río Sangker, que es afluente del Lago Sap, completamente navegable en tiempo de lluvias.
La ciudad tiene el Aeropuerto de Battambang que fue muy activo hasta hace unos años, cuando la Carretera a Phnom Penh estaba en pésimas condiciones. Con el notable mejoramiento de la Carretera Nacional 5, el aeropuerto decayó bastante, pero sigue siendo válido.[cita requerida]

## Lugares para visitar
Battambang, con una historia mayor en Camboya, tiene muchos más sitios para visitar:
- El paseo del río: un auténtico jardín a lo largo del río.
- El Templo Chino: siglo XVI.
- Calle 1: colección de estatuas y tallados encontrados en el área.
- Pagoda Piphithearam (Wat Piphithearam): 1848.
- Pagoda del Elefante Blanco (Wat Damrei Soh): 1848.
- Wat Ek Phnom: templo del Periodo Angkoriano.
- Phnom Sampev: 15 km en la vía a Pailín, angkoriano.
- Prefectura Apostólica (Pet yei chi): Centro católico donde desempeñado su trabajo el jesuita asturiano Kike Figaredo.

## Población
La población total es de 133.656 habitantes de los cuales el 65% es alfabetizado (varones 72,4%, mujeres 58%). La tasa de desempleo es de 8,3 (varones 6,5, mujeres 10,8)(¹).